# Provincia Gümüşhane
Provincia Gümüşhane este o provincie a Turciei cu o suprafață de 6,575 km², localizată în partea de nord a țării.

## Districte
Adana este divizată în 6 districte (capitala districtului este subliniată): 
- Gümüşhane
- Kelkit
- Köse
- Kürtün
- Şiran
- Torul